# 인정욕구
인정욕구란 모든 동/식물에서 발견 가능한 생물의 욕구로, 인정을 받고자 하는 심리적 욕구이다.

## 인간의 인정욕구
인간은 선천적으로 자신의 생존 이유에 대해 늘 어떤 확신을 필요로 하는데 그 확신으로 인해 인간은 생존력을 완성하게 된다. ‘살고자 하는 의지’를 ‘생존력’이라고 할 수 있다면, 생존력의 완성을 위해 필요한 욕구 중 식욕과 수면욕이 인간의 생존을 위해 꼭 필요한 생리적 욕구이고, 인정욕(구)은 인간의 생존을 위해 꼭 필요한 심리적 욕구이다.
인간의 인정욕은 생존과 관련한 생리적이고 본능적인 욕구로 다룰 수 없는 순전히 심리적 욕망에 해당된다고 할 수 있다. 인간의 인정욕은 심리적 욕망으로 동식물과 같은 범주에 넣을 수는 없다. 식욕과 수면욕은 생리적이고 본능적인 욕구로 생존력에 필요한 것이나, 인간의 인정욕은 자기 존재감을 확장하기 위한 것으로 끝이 없는 심리적 욕망이지 생리적 욕구의 대상이 아니다.
남에게, 혹은 자기 자신에게 자기의 어떠한 종류의 능력이 뛰어나다는 것을 인정받는 일은, 자기가 생존할 이유가 충분하다는 것을 확신하는 일로서, 자신이 가치 있는 존재라는 믿음, 다시 말해 자신감이나 자부심을 갖게함으로써 살아갈 맛을 느끼게 하고 삶의 목표까지 생기게 만드는 기제이다.
그러나 이러한 욕구는 남(혹은 스스로 설정한 특정 수준으로 그것은 남이 이뤄낸 어떤 수준)과의 비교나 대결이나 투쟁을 통해 해결되거나 좌절되는데, 이러한 대결 구도에서 선천적 혹은 후천적으로 인정욕구가 강한 사람을 우리는 승부욕이 강하다고 한다. 승부욕이 강한 것은 긍정적인 면에서는, 뛰어난 능력을 일궈내 그 능력이 좋은 곳에 쓰여 이 세상의 진화에 밑거름이 될 수 있다. 그러나 부정적인 면에서는, 타인보다 높은 계급에 올라 낮은 계급을 무시하거나 군림하는 일과 오른 그 계급을 유지하기 위해 부정을 저지르는 일까지 낳기도 한다.
또한 이러한 적극적 인정욕구 외에 자신의 욕망을 인정받으려는 욕구, 자신의 처지에 대해 인정받고 싶은 욕구도 있다. 자신의 욕망이 남에게 인정받아 그 욕망을 방해 받지 않고 표출하고 해결하고 싶은 욕구, 자신의 현재 모습이 어쩔 수 없는 결과라는 것을 인정받고 이해 받고 싶은 욕구이다. 이렇듯 인정욕구는 타인에게 혹은 자신에게 ‘너는 (생존할) 가치가 있다’는 말을 듣고 싶은 욕구라고 요약할 수 있을 것이다.